# Verona
Verona (с англ. — «Верона») — песня в исполнении эстонских певцов Койта Тооме и Лауры Пыльдвере, которые представили Эстонию на «Евровидении-2017». Песня была написана известным эстонским композитором Свеном Лыхмусом, который является автором песен Rändajad, Rockefeller Street, исполненные на «Евровидении» в разные годы. Релиз песни по всему миру, как и в Эстонии, пришёлся на 30 января 2017 года. 4 мая 2017 вышел релиз итальянской версии песни.

## Eesti Laul 2017
Койт и Лаура подтвердили, что примут участие в «Eesti Laul 2017», национальном отборочном туре Эстонии на «Евровидении-2017» 8 ноября 2016 года. Они участвовали во втором полуфинале 18 февраля 2017 года, где заняли второе место (первое по зрительскому голосованию и пятое — по голосованию жюри). Из финала они прошли в суперфинал, где также заняли второе место (первое по зрительскому голосованию и шестое — по голосованию жюри). В суперфинале зрители отдали победу Койту и Лауре, которые получили право представлять страну на Евровидении.

## Евровидение
Койт Тооме и Лаура Пыльдвере представляли Эстонию в «Евровидении-2017», включая бэк-вокалистов: Каире Вильгатс, Дагмар Оя и Рольф Роосалу. Эстония участвовала во второй половине второго полуфинала, выступая под 17 номером. Во время выступления, микрофон Лауры не работал первые несколько секунд, и поэтому зрители не могли слышать её голос. Эстония не прошла в финал, заняв 14-е место, получив 85 баллов. Раздельное голосование показало, что зрители отдали дуэту 6-е место, в то время, как жюри поставили их на 17 (предпоследнее) место.

## Список композиций
| №  | Название                   | Длительность |
| -- | -------------------------- | ------------ |
| 1. | «Verona» (Eurovision 2017) | 3:16         |
| 2. | «Verona» (Italian Version) | 3:08         |

## Позиции в чартах

### Недельные чарты
| Чарт (2017)            | Высшая позиция |
| ---------------------- | -------------- |
| Эстония (Radiomonitor) | 2              |

## История релиза
| Страна | Дата           | Формат           | Лейбл    |
| ------ | -------------- | ---------------- | -------- |
| Мир    | 30 января 2017 | Digital download | Moonwalk |